# Solandra guttata
Solandra guttata là loài thực vật có hoa trong họ Cà. Loài này được D. Don miêu tả khoa học đầu tiên năm 1832.